# For Today
For Today war eine christliche Metalcore-Band aus dem US-amerikanischen Sioux City. Ab ihrer Gründung im Jahr 2005 veröffentlichten For Today fünf Alben und zwei EPs. Zum Ende des Jahres 2016 löste sich die Band auf.
Die Band war hauptsächlich für ihre häufigen und energiegeladenen Liveauftritte bekannt. Die meisten ihrer Stücke beinhalten eine Vielzahl an Breakdowns. Ihre Texte zeichnen sich durch die Botschaft des christlichen Glaubens aus.

## Geschichte
Nach der Gründung im Jahre 2005 spielte die Band vor allem Konzerte. Im April 2008 veröffentlichten sie ihr erstes Studioalbum, produziert von Facedown Records, mit dem Namen Ekklesia. Der Begriff stammt aus dem griechischen und ist eine Selbstbezeichnung der ersten Christen, mit der sie ihrem Glauben Ausdruck verleihen wollten. Am 8. Mai 2008 erschien aus dem besagten Album der wohl erfolgreichste Titel – Agape – auch als Video. Das zweite Album Portraits wurde am 9. Juni 2009 unter demselben Label veröffentlicht und hielt sich eine Woche auf Platz 15 der Billboard Charts für christliche Alben. In den Liedern des Albums werden verschiedene biblische Persönlichkeiten porträtiert. Bei den Personen handelt es sich um die alttestamentlichen Propheten Ezechiel, Joel, Elija und Jesaja, sowie den Pharisäer Nikodemus, den Priester Zacharias, Saulus (später Paulus) von Tarsus und Immanuel (Jesus). Das letzte Lied des Albums – Talmidim (Bezeichnung für Nachfolger eines Rabbis) – thematisiert den Bibelvers Ez 36,26-28  aus dem Buch des bereits porträtierten Propheten.
For Today standen auf einer US-Tour zusammen mit Emmure, Stick to Your Guns, Evergreen Terrace und Oceano auf der Bühne. Sie hatten auch gemeinsame Auftritte mit Bands wie Saving Grace, The Chariot oder My Children My Bride. Sie traten auf dem Cornerstone Festival, dem Facedown Fest und dem deutschen Metalfest, das im Oktober in Friedewald auf.
Im Mai 2012 veröffentlichten sie nach dem Wechsel zum Label Razor & Tie ihr viertes Album Immortal. Im Juni 2012 gab die Band über das Portal YouTube bekannt, dass David Morrison im September 2012 die Band für einen Missionseinsatz in Ecuador verlassen und durch David Puckett ersetzt würde.
In einer Diskussion um eine staatliche Kirche, in der nur Prediger zugelassen werden sollen, die Homo-, Bi- und Transsexuelle nicht zurückweisen, twitterte Gitarrist Mike Reynolds am 10. Januar 2013, dass Homosexualität Sünde sei, und rief andere Christen auf, sich von Religionen zu distanzieren, die Sünde befürworten. Sänger Mattie Montgomery entschuldigte sich einen Tag später in einem Videobeitrag bei seinen Fans und allen, die von diesen Aussagen betroffen seien, und gab bekannt, dass Reynolds nicht mehr länger Mitglied der Band sei.
Im Juli 2016 gab die Band ihre Auflösung zum Ende des Jahres bekannt. Zuvor absolvierte die Gruppe eine Abschiedstournee, die durch Nord- und Südamerika sowie durch Europa führte.

## Diskografie
- 2006: Your Moment, Your Life, Your Time (EP, Eigenvertrieb)
- 2008: Ekklesia (Facedown Records)
- 2009: Portraits (Facedown Records)
- 2010: Breaker (Facedown Records)
- 2012: Immortal (Razor & Tie)
- 2013: Prevailer (EP, Razor & Tie)
- 2014: Fight the Silence (Razor & Tie)
- 2015: Wake (Nuclear Blast)